# Aleksandăr Cankov
Aleksandăr Colov Cankov, in bulgaro Александър Цолов Цанков?, in IPA: [alɛkˈsandɤr ˈʦɔlof ˈʦankof] (Orjahovo, 29 giugno 1879 – Buenos Aires, 27 luglio 1959), è stato un politico bulgaro e primo ministro del regno di Bulgaria dal 9 giugno 1923 al 4 gennaio 1926.
Professore di economia politica all'Università di Sofia, dal 1910, ebbe un ruolo fondamentale nel rovesciamento del governo di Aleksandăr Stambolijski nel 1923 e fu scelto per guidare la coalizione che succedette al primo ministro deposto. Il colpo di Stato ebbe successo anche grazie all'attitudine neutrale del Partito Comunista Bulgaro verso il partito agrario privandoli del loro supporto. Divenne primo ministro della Bulgaria il 9 giugno dello stesso anno e mantenne il potere fino al 4 gennaio 1926. Il suo governo fu segnato da profonde lotte interne con il partito comunista, che Cankov represse senza pietà, dichiarando la legge marziale e mettendo fuori legge i comunisti nel 1925, dopo l'attentato terroristico alla cattedrale di Sveta Nedelja. Le sue azioni portarono il Comintern a denunciare il governo come "una vittoriosa cricca fascista bulgara", mentre in seguito rivolse la propria attenzione sull'unione agraria popolare, che venne soppressa, anche se meno ferocemente. Ne seguì una breve invasione da parte delle truppe greche, e, anche se non rimasero a lungo in seguito alla condanna della Società delle Nazioni, il paese rimase oberato dai debiti e Cankov venne rimosso dall'incarico dopo il fallimento nell'assicurare un prestito al paese. A questo punto Cankov aveva perso ogni supporto, dato che la gente era ormai stanca del regime di terrore che aveva instaurato. Fu successivamente ministro delle Poste.
Dopo essere stato rimosso dalla politica principale del paese, Cankov cominciò a sviluppare un'ammirazione per il fascismo e divenne presto un sostenitore di Adolf Hitler. Nel 1932 istituì il Movimento Sociale Nazionale, un'imitazione del partito nazista tedesco. Il movimento rimase del tutto marginale (anche se rappresentava un'ulteriore frammentazione della coalizione governativa), mancando del supporto di Zveno e non avendo l'approvazione dei nazisti, che era in gran parte riservata all'Unione delle Legioni Nazionali Bulgare. Nonostante ciò, Cankov venne nominato dai nazisti nel 1944 Primo ministro del governo bulgaro in esilio, formato in Germania in risposta al governo del Fronte Patriottico di Kimon Georgiev. Dopo la seconda guerra mondiale Cankov fuggì in Argentina e morì a Belgrano, Buenos Aires, nel 1959.